# 선부도서관
선부도서관은 경기도 안산시에 있는 공립 도서관이다.

## 연혁
- 2015년 1월 22일 개관.